# Surto de encefalite em Bihar de 2019
O surto de encefalite em Bihar de 2019 foi um surto da síndrome de encefalite aguda (AES) que começou em 1 de junho de 2019 em Muzaffarpur e nos distritos adjacentes no estado de Bihar, na Índia, em meio à segunda maior onda de calor da história da região, é que resultou na morte de mais de 100 crianças, principalmente devido à hipoglicemia.
Como resultado do surto, desde 1 de junho de 2019, 85 crianças morreram na Faculdade de Medicina e Hospital Sri Krishna (SKMCH), o maior hospital operado pelo estado em Bihar, enquanto 18 crianças morreram no Kejriwal Matrisadan. A maioria delas tinha entre 1 e 10 anos. Um total de 440 casos de AES foram admitidos nos hospitais desde 1 de junho de 2019. Desde 18 de junho de 2019, 154 desses casos estão sendo tratados nos hospitais.
A causa do surto era na época desconhecida.